# Kotka
För andra betydelser, se Kotka (olika betydelser).

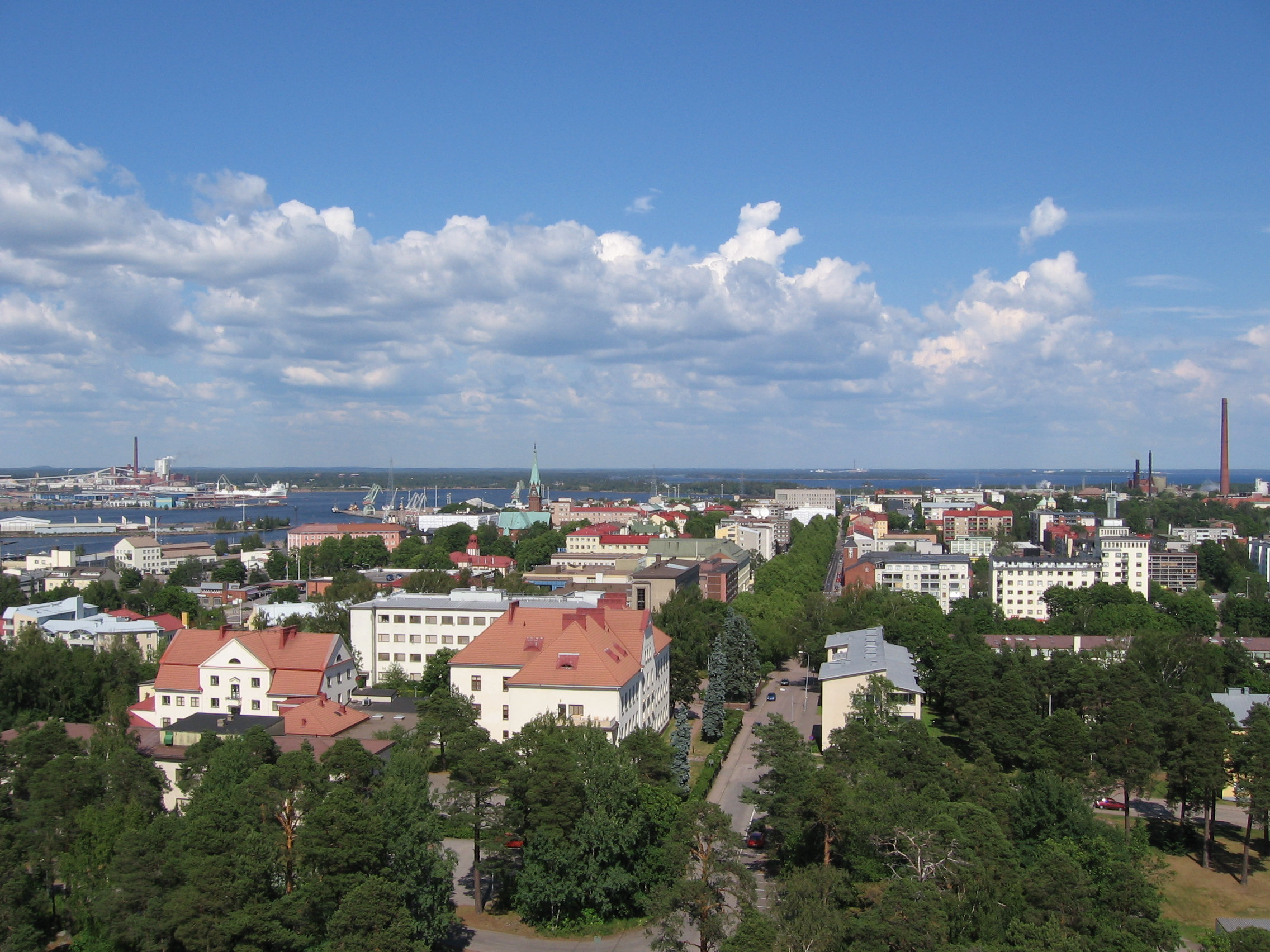
Kotka från ovan.

Kotka är en stad vid Finska vikens norra kust i landskapet Kymmenedalen i Finland med stadsrättigheter sedan år 1879.  Folkmängden i Kotka stad uppgår till 51 241 invånare och den totala arealen utgörs av 949,78 km² varav 272,01 km² landområden. Kustlinjens längd är cirka 170 km. Staden genomflyts av Kymmene älv, och gränsar i väster till Pyttis kommun, i norr till Kouvola stad och i öster till Fredrikshamns stad. 
Kotkas språkliga status är enspråkig finsk, men staden utgör en så kallad språkö med en liten svenskspråkig minoritet om drygt 500 personer.
Kotka ingår i Kotka-Fredrikshamns ekonomiska region.

## Historia
Fram till 1902 var det officiella språket i Kotka svenska, varefter stadsförvaltningen godkändes som tvåspråkig, då även finskspråkiga arbetare blivit invalda. Tack vare arbetarrörelsen och storstrejken 1905 fick den finskspråkiga majoriteten utökade rättigheter. År 1906 blev stadens officiella språk finska.
På ön Hovinsaari innanför Kotka ö anlades kungsgården Kymmenegård år 1350, och gav namn åt det tidigare länet Kymmenegårds län. Bland dess innehavare märks Bo Jonsson Grip, Vadstena kloster och efter 1629 ätten Wrangel. Kymmene älvs laxfiske var av stor betydelse för kungsgården, och älven är än idag södra Finlands främsta laxälv.   Ett sågverk, det första i Kymmenedalen, anlades år 1563 vid Högforsen.
Namnet Kotka kommer från Kotka ö, där staden grundades, vid Kymmene älvs mynning. Namnet är belagt sedan 1500-talet.
Med freden i Åbo 1743 drogs gränsen mellan Sverige och Ryssland vid Strömfors, drygt trettio kilometer väster om Kotka. Sedan hela Finland avträtts till Ryssland genom freden i Fredrikshamn 1809 återförenades Gamla Finland (inklusive bland annat Kexholms län, Nyslott och Sordavala) år 1812 med Storfurstendömet Finland.
Det fanns på 1700-talet ryska kustfästningar på det ställe där Kotka centrum nu ligger. Ännu i dag finns rester av befästningarna kvar på Kotka ö och i omgivningarna, bland annat vid  Svensksund, där det 1940 restes ett monument över 1790 års svenska seger mot Ryssland i det andra sjöslaget vid Svensksund. En viktig del i befästningsverket var den cirkelformade sjöfästningen Fort Slava på den lilla ön Kukouri. Som en förberedelse för nästa krig med Sverige förstärktes befästningarna 1790−1803 av Katarina den stora. De blev hårt åtgångna av brittiskt bombardemang under Krimkriget.
En hamn anlades 1872, vilken  numera är Finlands viktigaste exporthamn. Tillgången på timmer, flottad på Kymmene älv, lämpade sig för trä- och massaindustri. En stor inflyttning från Norge skedde från 1872 till nybyggda sågverk. Bland de norska immigranternas ättlingar återfinns flera sedermera kända finländare, däribland systrarna Valtonen, kända som Harmony Sisters, och deras kusinbarn president Martti Ahtisaari, vilka härstammar från norrmannen Julius Adolfsen, född i Tistedal i Östfold (ungefär en mil från gränsen till Dalsland). 
Den 21 maj 1878 beslöt kejserliga senaten för storfurstendömet Finland att det skulle grundas en stad på Kotka ö. Kotka fick sina stadsrättigheter 16 juli 1879. År 1890 stod Kotkabanan med anslutning i Kouvola till finlands järnvägsnät klar. Närheten till Viborg och Sankt Petersburg bidrog starkt till stadens utveckling. Kotka fick en internationell prägel med inflyttade också från Ryssland, Estland, Tyskland och Sverige.
Staden utsattes för omfattande sovjetiska luftangrepp under både vinterkriget och fortsättningskriget.
Förlusten av Viborg i Parisfreden 1947 ledde till att betydelsen av Kotka hamn ökade ytterligare. Vid årsskiftet 1976/1977 sammanslogs Karhula köping och Kymmene kommun med Kotka stad. Dessförinnan hade skärgårdskommunen Aspö införlivats med staden 1 januari 1974.
|  |  |  |

## Geografi

### Tätorter
Vid tätortsavgränsningen den 31 december 2014 fanns det två tätorter i Kotka stad.
| Nr | Tätort                       | Folkmängd |
| -- | ---------------------------- | --------- |
| 1  | Kotka centraltätort (del av) | 52 594    |
| 2  | Halla-Tiutinen               | 345       |

Centralorten är i fet stil.

### Övriga geografiska namn
Här finns bland annat byarna Helilä (föråldrat svenskt namn: Heligby), Marby (finska Marinkylä), Mussalö (finska Mussalo), bergknallen Norjanvuori (föråldrat svenskt namn: Norska berget), samt öarna Kuutsalo (föråldrat svenskt namn: Kutsalö), Mussalö (finska Mussalo), Rankö (finska Rankki) och Aspö (finska Haapasaari).

## Politik

### Mandatfördelning i Kotka stad, valen 1976–2021
| 11 | 27 |  | 3 |  |  | 14 |

| 10 | 28 |  |  |  | 3 | 14 |

| 7 | 22 | 4 |  |  |  |  | 13 |

| 7 | 23 | 3 |  |  |  | 14 |

| 8 | 23 | 6 |  |  |  | 11 |

| 9 | 21 | 4 |  |  |  | 14 |

| 9 | 17 | 4 |  |  |  |  | 14 |

| 9 | 18 | 3 | 3 |  |  |  | 14 |

| 35 | 16 |

| 8 | 16 | 4 | 4 |  |  |  | 14 |

| 31 | 20 |

| 10 | 12 | 4 | 8 |  |  |  | 13 |

| 31 | 20 |

| 7 | 16 | 6 | 6 |  |  |  | 12 |

| 31 | 20 |

| 5 | 16 | 4 | 11 |  |  |  | 12 |

| 31 | 20 |

### Vänorter
Kotka har tio vänorter:
- Landskrona, Sverige, sedan 1940
- Glostrups kommun, Danmark, sedan 1947
- Fredrikstad, Norge, sedan 1950
- Tallinn, Estland, sedan 1955
- Greifswald, Tyskland, sedan 1959
- Gdynia, Polen, sedan 1961
- Lübeck, Tyskland, sedan 1969
- Kronstadt, Ryssland, sedan 1993
- Klaipėda, Litauen, sedan 1994
- Taizhou, Jiangsu, Kina, sedan 2001

Dessutom har Kotka samarbetsavtal med Sankt Petersburg och med stadsdelen Põhja-Tallinn samt utbildningsrelaterat samarbete med utbildningsinstitut i Sankt Petersburg, Viborg och Tallinn.

## Ekonomi och infrastruktur

### Näringsliv
I Kotka finns Finlands största exporthamn på ön Mussalö. Betydande industriföretag i Kotka är:
- Karhula Oy (Stora Enso, pappersbruk)
- Sulzer Pumps Finland Oy (industriella pumpar)
- Ahlstrom Glassfibre Oy (glasfiberprodukter)
- Vaasan & Vaasan Oy (bageri)
- Sunila Oy (Stora Enso, sulfatmassafabrik)

### Utbildning
I Kotka stad verkar tjugo finskspråkiga grundskolor, varav femton är skolor med lägre årskurser, fyra skolor med högre årskurser och en enhetlig grundskola med årskurserna 1–9. Utöver dessa skolor finns här bland annat två finskspråkiga gymnasier, ett vuxengymnasium och ett yrkesinstitut. Svenskspråkig grundskole- och gymnasieutbildning bedrivs i privat regi av Kotka Svenska Samskolas garantiförening som upprätthåller Kotka Svenska Samskola. I staden finns även ett svenskspråkigt daghem med förskola.

## Demografi

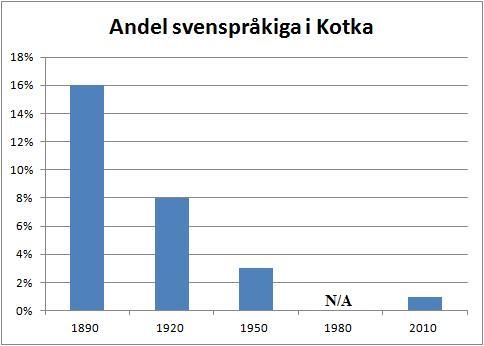
Kotkas svenskspråkiga befolkning har minskat från 16 % på 1890-talet till idag omkring 1 %.

### Befolkningsutveckling
| Befolkningsutvecklingen i Kotka stad 1975–2020                                                               | Befolkningsutvecklingen i Kotka stad 1975–2020 | Befolkningsutvecklingen i Kotka stad 1975–2020 | Befolkningsutvecklingen i Kotka stad 1975–2020 | Befolkningsutvecklingen i Kotka stad 1975–2020 |
| --- | ---------------------------------------------- | ---------------------------------------------- | ---------------------------------------------- | ---------------------------------------------- |
| |                                                |                                                |                                                |                                                |
| År |                                                |                                                | Folkmängd                                      |                                                |
| 1975 | 1975                                           |                                                | 62 273                                         |                                                |
| 1980 | 1980                                           |                                                | 60 752                                         |                                                |
| 1985 | 1985                                           |                                                | 58 956                                         |                                                |
| 1990 | 1990                                           |                                                | 56 634                                         |                                                |
| 1995 | 1995                                           |                                                | 55 903                                         |                                                |
| 2000 | 2000                                           |                                                | 54 846                                         |                                                |
| 2005 | 2005                                           |                                                | 54 838                                         |                                                |
| 2010 | 2010                                           |                                                | 54 824                                         |                                                |
| 2015 | 2015                                           |                                                | 54 319                                         |                                                |
| 2020 | 2020                                           |                                                | 51 668                                         |                                                |
| Anm: Uppgifterna avser förhållandena den 31 december nämnda år enligt områdesindelningen den 1 januari 2022. |                                                |                                                |                                                |                                                |

### Språk
Befolkningen efter språk (modersmål) den 31 december 2022. Finska, svenska och samiska räknas som inhemska språk då de har officiell status i landet. Resten av språken räknas som främmande. För språk med färre än 10 talare är siffran dold av Statistikcentralen på grund av sekretesskäl. Språk med färre än 50 talare har räknats ihop för att minska tabellens storlek.
| Språk                                       | Talare 2022-12-31 | Talare 2022-12-31 |
| Språk                                       | Antal             | Andel (%)         |
| ------------------------------------------- | ----------------- | ----------------- |
| Hela befolkningen                           | 50 617            | 100,0             |
| Inhemska språk totalt                       | 45 805            | 90,5              |
| Finska                                      | 45 319            | 89,5              |
| Svenska                                     | 484               | 1,0               |
| Samiska                                     | 2                 | 0,0               |
| Främmande språk totalt                      | 4 812             | 9,5               |
| Ryska                                       | 2 478             | 4,9               |
| Estniska                                    | 338               | 0,7               |
| Arabiska                                    | 198               | 0,4               |
| Engelska                                    | 189               | 0,4               |
| Kurdiska                                    | 129               | 0,3               |
| Persiska                                    | 112               | 0,2               |
| Annat språk                                 | 99                | 0,2               |
| Turkiska                                    | 95                | 0,2               |
| Albanska                                    | 90                | 0,2               |
| Thailändska                                 | 86                | 0,2               |
| Somaliska                                   | 71                | 0,1               |
| Kinesiska                                   | 70                | 0,1               |
| Spanska                                     | 64                | 0,1               |
| Burmesiska                                  | 55                | 0,1               |
| Språk med färre än 50 talare men fler än 10 | 608               | 1,2               |
| Språk med färre än 10 talare                | 130               | 0,3               |

|  | Finska (89,5 %) |

|  | Svenska (1,0 %) |

|  | Samiska (0,0 %) |

|  | Främmande språk (9,5 %) |

|  | Finska (89,5 %) |

|  | Svenska (1,0 %) |

|  | Samiska (0,0 %) |

|  | Främmande språk (9,5 %) |

## Kultur

### Sevärdheter
- I Kotka finns ett Maretarium, som är ett unikt akvarium med fiskar som förekommer i finska vatten.
- Maritimcentret Vellamo som innefattar Finlands sjöhistoriska museum och Kymmenedalens museum
- En klassisk sevärdhet är Langinkoski kejserliga fiskestuga i Langinkoski där flera ryska tsarer med följe tillbringade fridfulla semesterdagar med laxfiske.
- En betydande sevärdhet sommartid är Kotkas prisbelönta parker. Sapokka vattenpark är ett unikt område där vatten, klippor och stenar, växter och ljus bildar en helhet. Dessutom kan nämnas en örtträdgård inrymd i redutten Kotka, den strama välskötta Sibeliusparken, samt den stora centralparken i engelsk stil omkring den ortodoxa Sankt Nikolaus kyrka.
- För historiskt intresserade är det intressant att bekanta sig med resterna av Svensksunds sjöfästning.
- Sankt Nikolaus kyrka byggdes 1799–1801 efter ritningar av Sankt Petersburgs amiralitetsarkitekt Jakov Perrin. Högst upp på berget ovanför Sapokka finns resterna av ett 1700-talstorn som fungerade som fyr och utsiktstorn under slaget vid Svensksund. Gustav III skall ha följt slaget härifrån. Det finns en markerad promenad, "Katarinastigen", där man kan bekanta sig med resterna av Svensksunds sjöfästning. Promenaden utgår från Sapokka och har kartor och förklarande texter vid ruinerna.
- För den arkitekturintresserade är ett besök i stadsdelen Bärnäs ett måste. Området byggdes huvudsakligen på 1930-talet efter den berömda finska arkitekten Alvar Aaltos planer. Det är ett internationellt sett viktigt område där bostadshus, affärer och fabriksbyggnader bildar en helhet. Sunila sulfatmassabruk som byggdes år 1936 rankades en gång som världens vackraste fabriksbyggnad.
- Den centrala esplanaden Keskuskatu (svenska: Centralgatan) innehåller ett stort antal statyer av framstående inhemska och utländska konstnärer. Bilder finns på stadens webbplats.
- I juli firas Kotka havsdagar, en festival som lockar stora folkmassor och omfattar kultur, motorbåts- och roddtävlingar samt olika musikevenemang. Var tredje år arrangeras en träbåtsmässa i samband med havsdagarna.

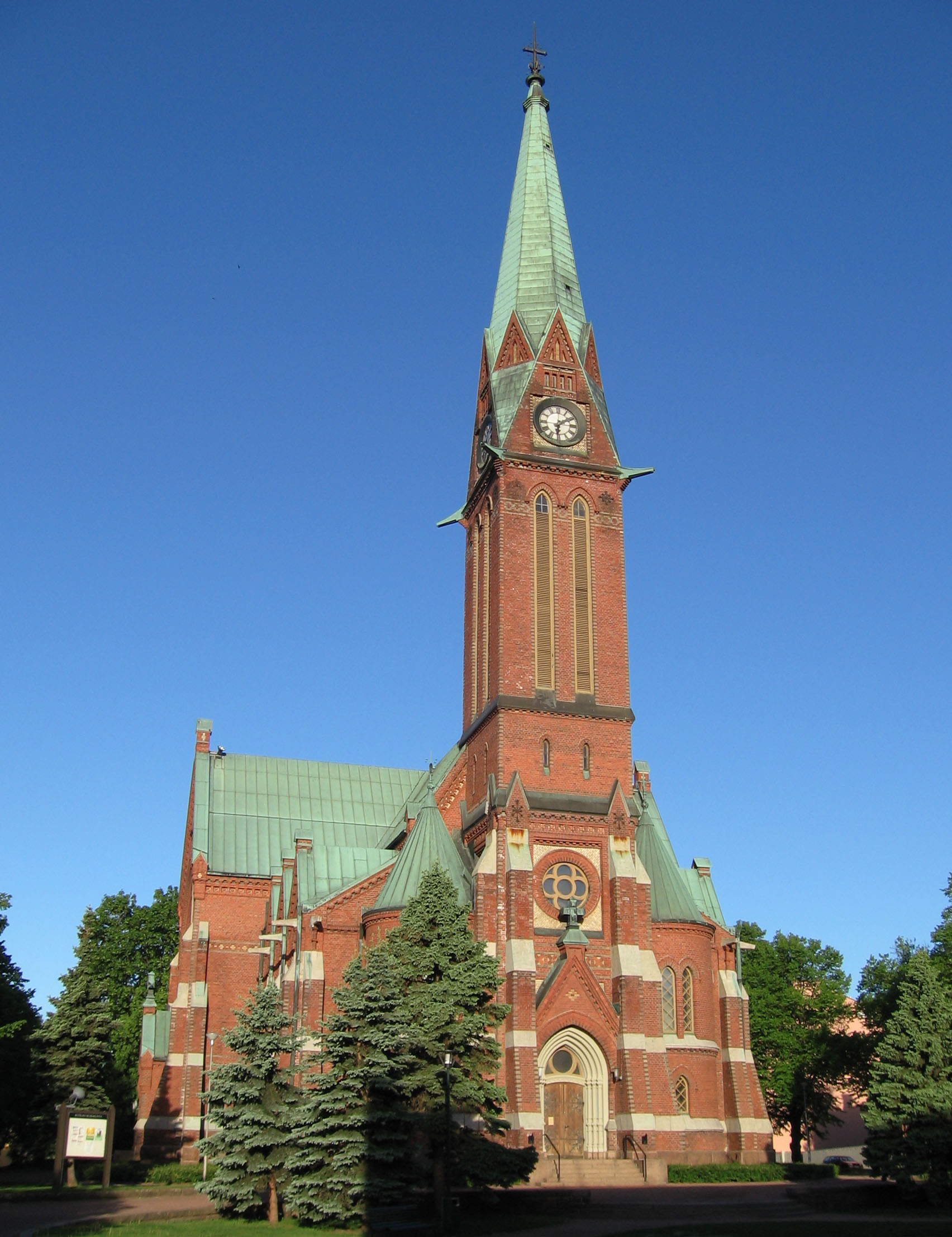
Kotka kyrka.
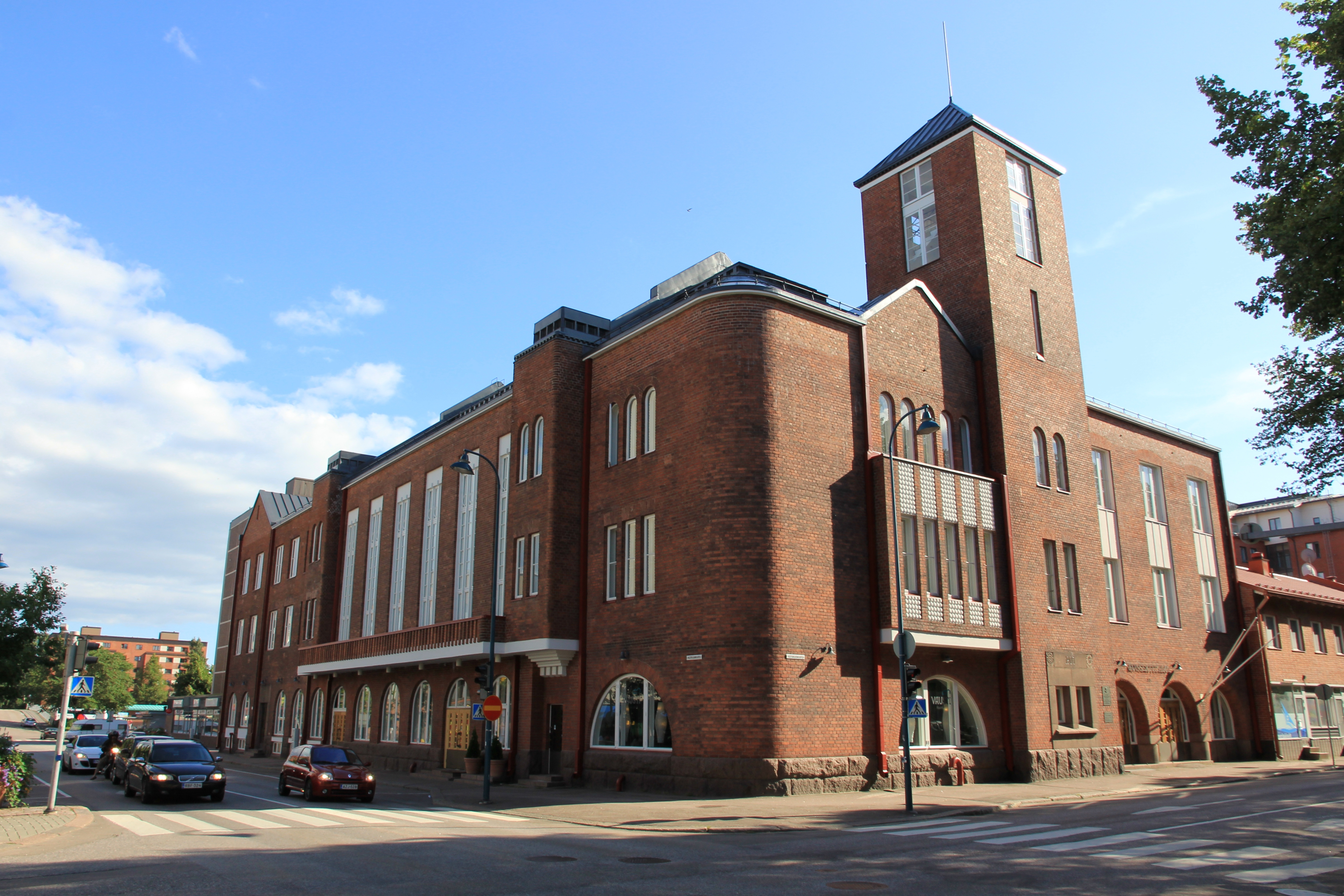
Kotka konserthus.
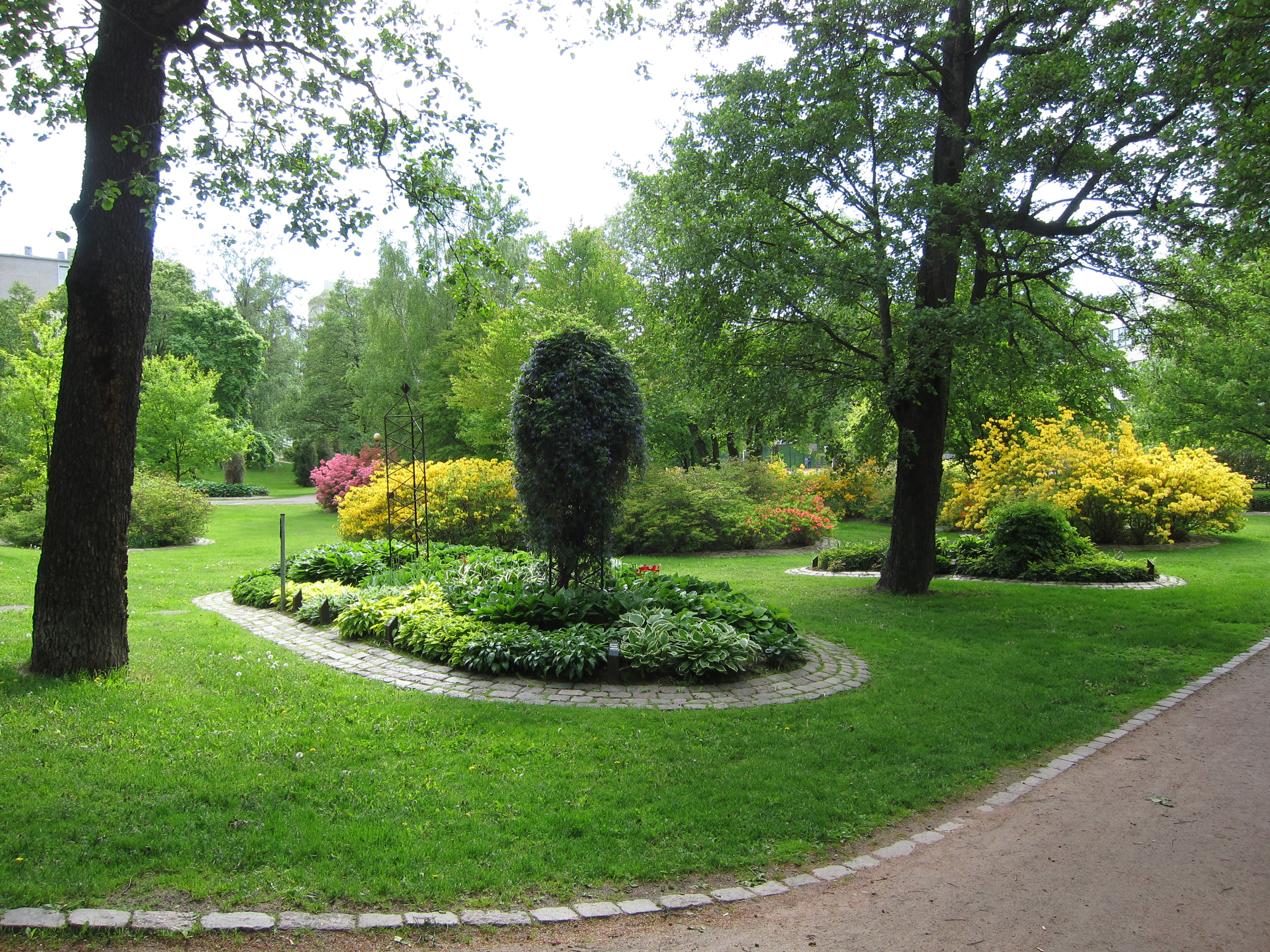
Fuchsiaparken. finska: Fuksinpuisto park
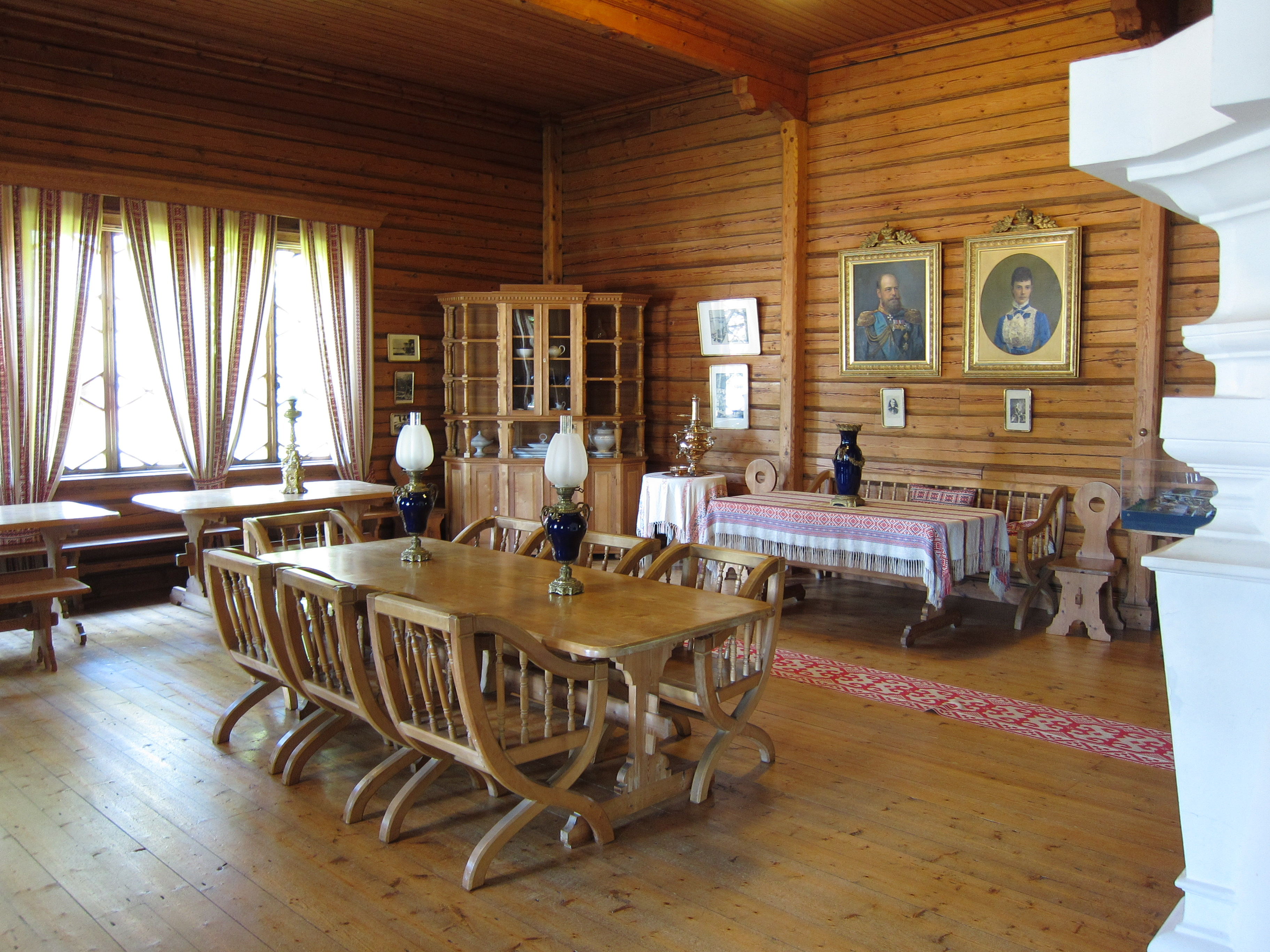
Langinkoski kejserliga fiskestuga.
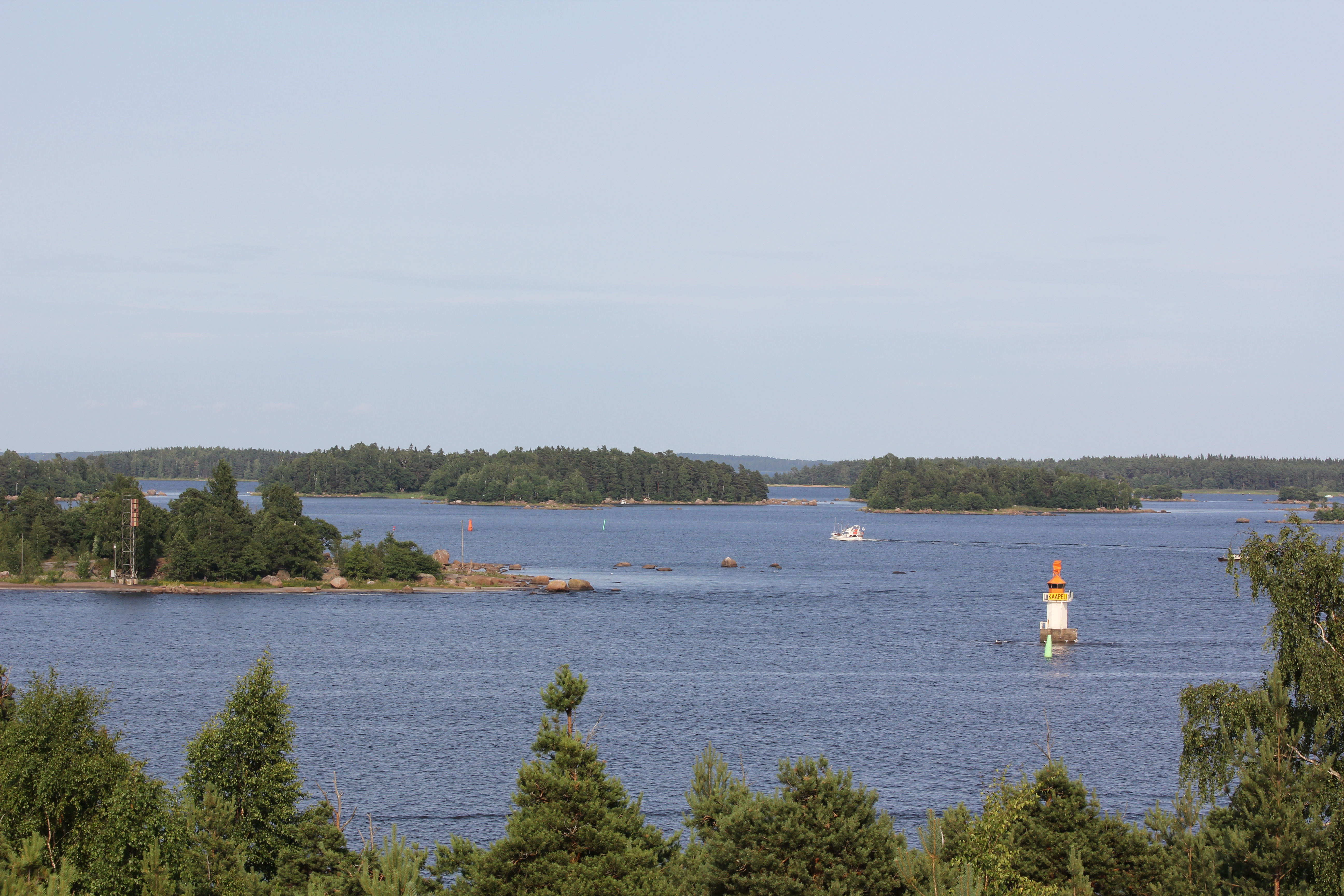
Svensksund.
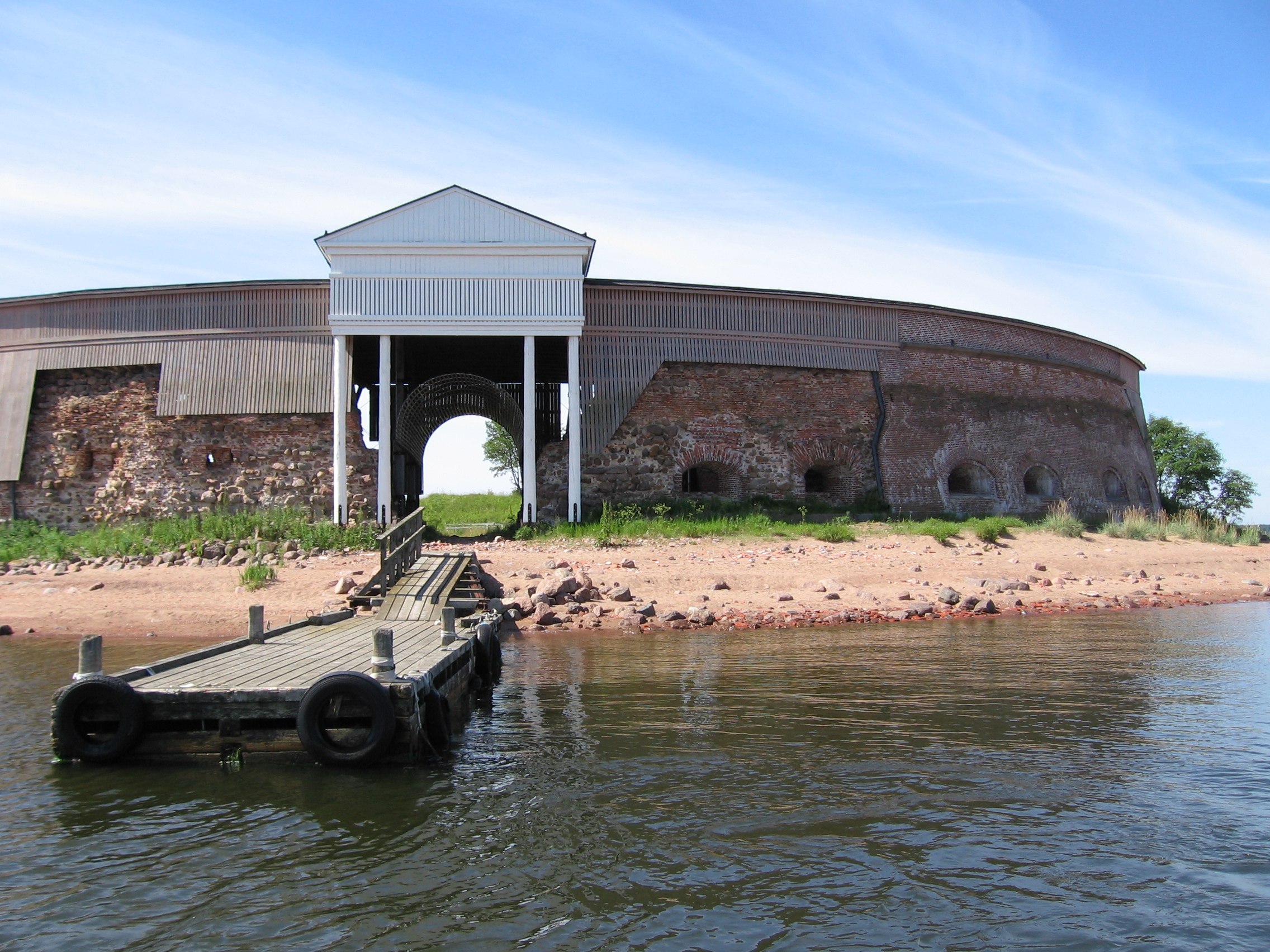
Fort Slava vid Svensksund.
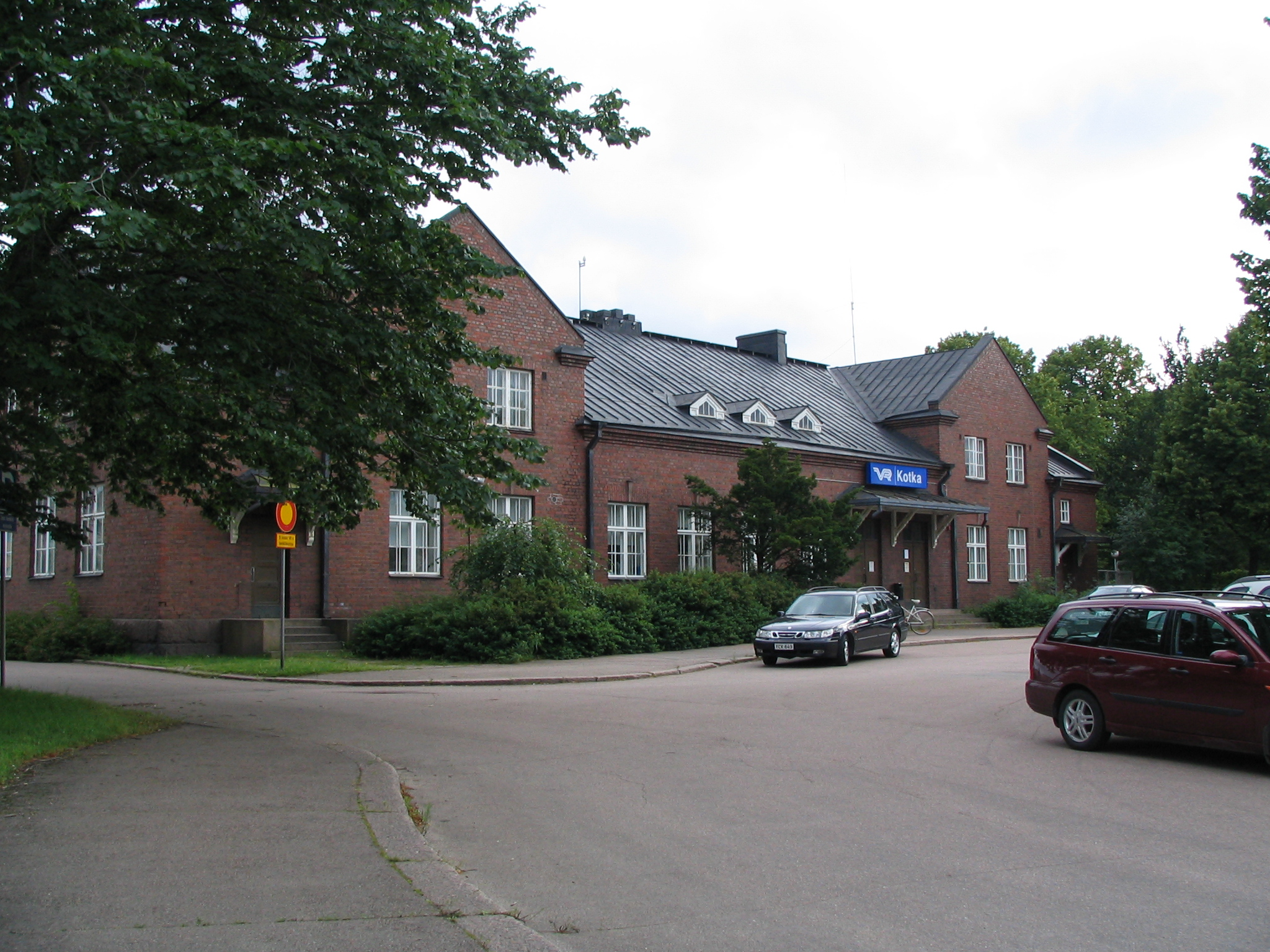
Kotka järnvägsstation.

### Idrott
Kotka är en basket- och fotbollsstad. Korgbollslagen KTP på herrsidan och Peli-Karhut på damsidan hör till de absolut bästa i Finland. I staden finns ishockeylaget Titaanit, som spelade i Mestis (näst högsta divisionen) i två säsonger åren 2007–2009. Fotbollslaget FC KooTeePee spelar i Ettan.

### Kända personer från Kotka
- Leo Kauppi, amerikafinländsk brottare, sångare och sångtextförfattare
- Jukka Ahti, amerikafinländsk sångare, sångtextförfattare och skådespelare
- Tuija Lindström, finlandssvensk fotograf och konstnär
- Teemu Pukki, finländsk fotbollsspelare